# Hồ Đại Lải
Hồ Đại Lải là một hồ nước nhân tạo nằm trên địa bàn xã Ngọc Thanh và xã Cao Minh thuộc tỉnh Phú Thọ, cách thủ đô Hà Nội 40 km về phía Bắc.
Thoạt tiên, hồ được khởi công đào từ năm 1959 với mục đích lấy nước tưới tiêu phục vụ nông nghiệp, đến năm 1963 cơ bản hoàn thành.
Hồ Đại Lải rộng tới 5,25 km² và các vùng phụ cận đồi núi, rừng cây có tổng diện tích khoảng 30 km². Giữa hồ có đảo chim rộng 3 ha.
Với tổng dung tích 34,5 triệu m³ ở mức cốt tràn của đập là 23m, hồ cung cấp nước phục vụ sản xuất nông nghiệp cho hơn 2.000 ha đất canh tác của xã Bình Xuyên, phường Phúc Yên (tỉnh Phú Thọ) và xã Mê Linh, Sóc Sơn (Hà Nội); hồ có chức năng ngăn và xả lũ cho toàn bộ khu vực này.
Năm 1964, rừng được trồng ở khu vực Đại Lải nhưng sau đó đã bị phá sạch. Mãi đến năm 1984, rừng mới được trồng lại và đến năm 1987, khu vực hồ được đưa vào khai thác du lịch. Hiện nay khu vực hồ là khu nghỉ dưỡng và du lịch xanh với hàng loạt khách sạn, nhà hàng, khu vui chơi giải trí bao quanh vùng hồ.

## Ảnh

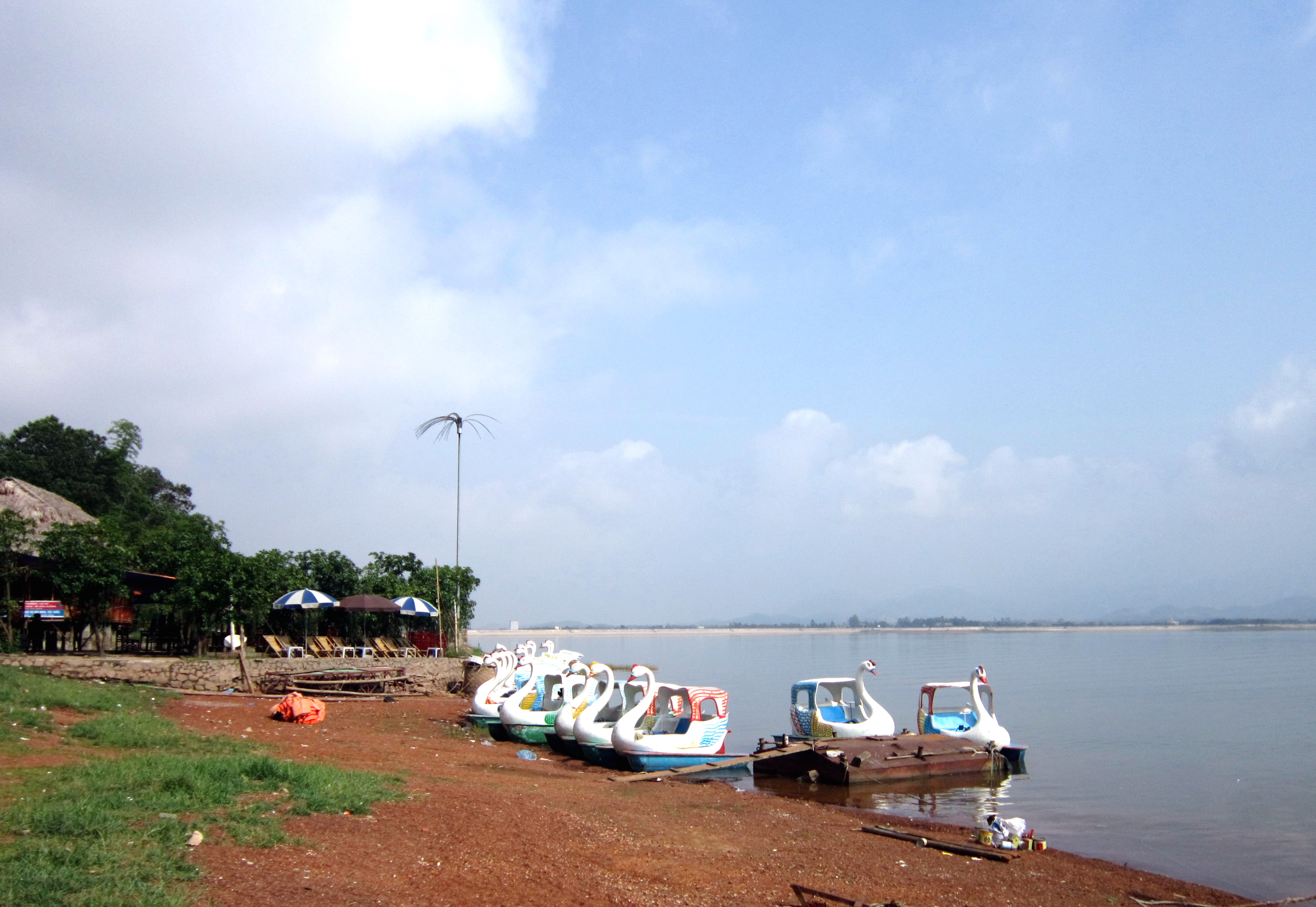
Khu vui chơi bên hồ Đại Lải.
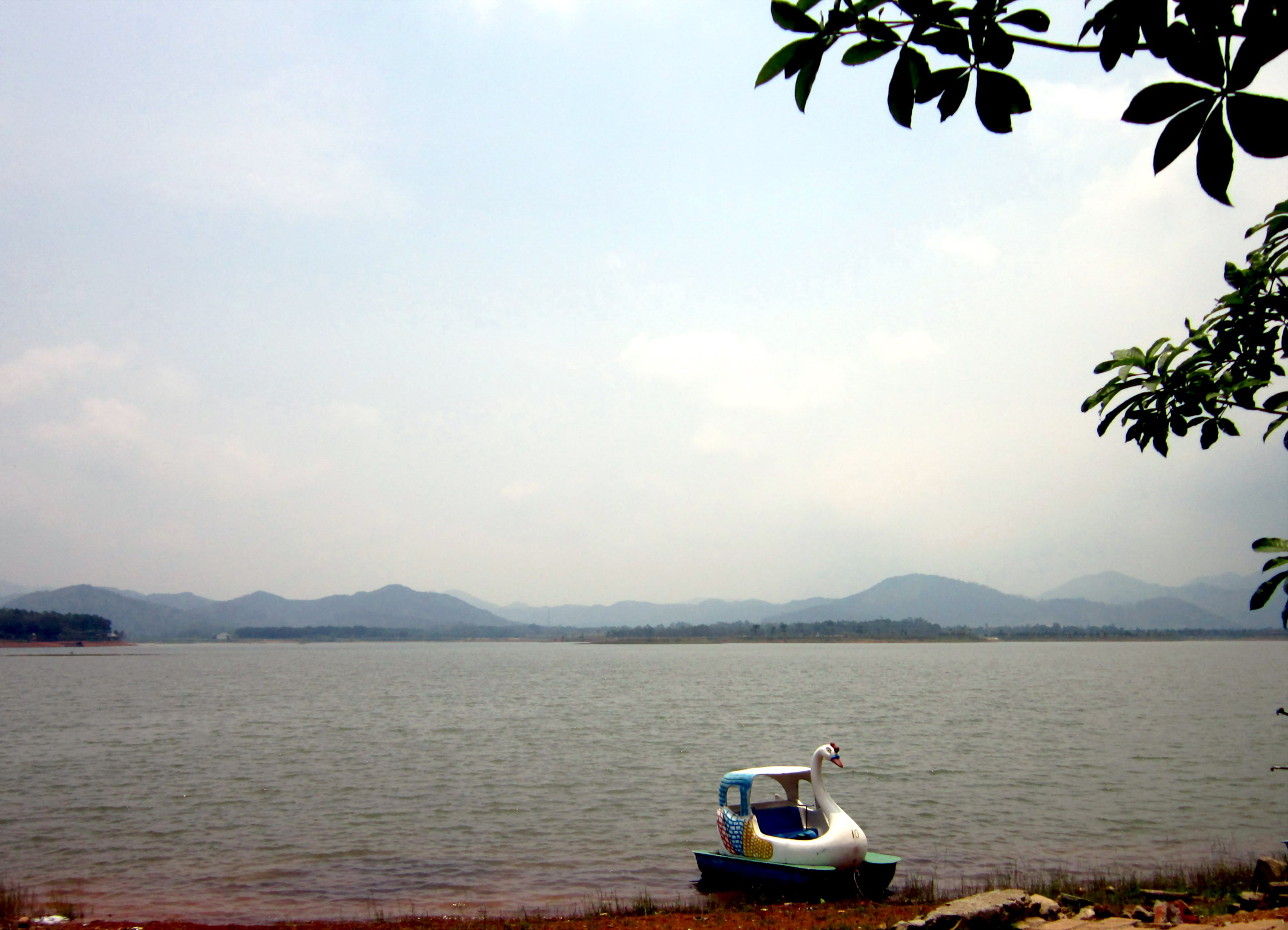
Phong cảnh hồ Đại Lải.
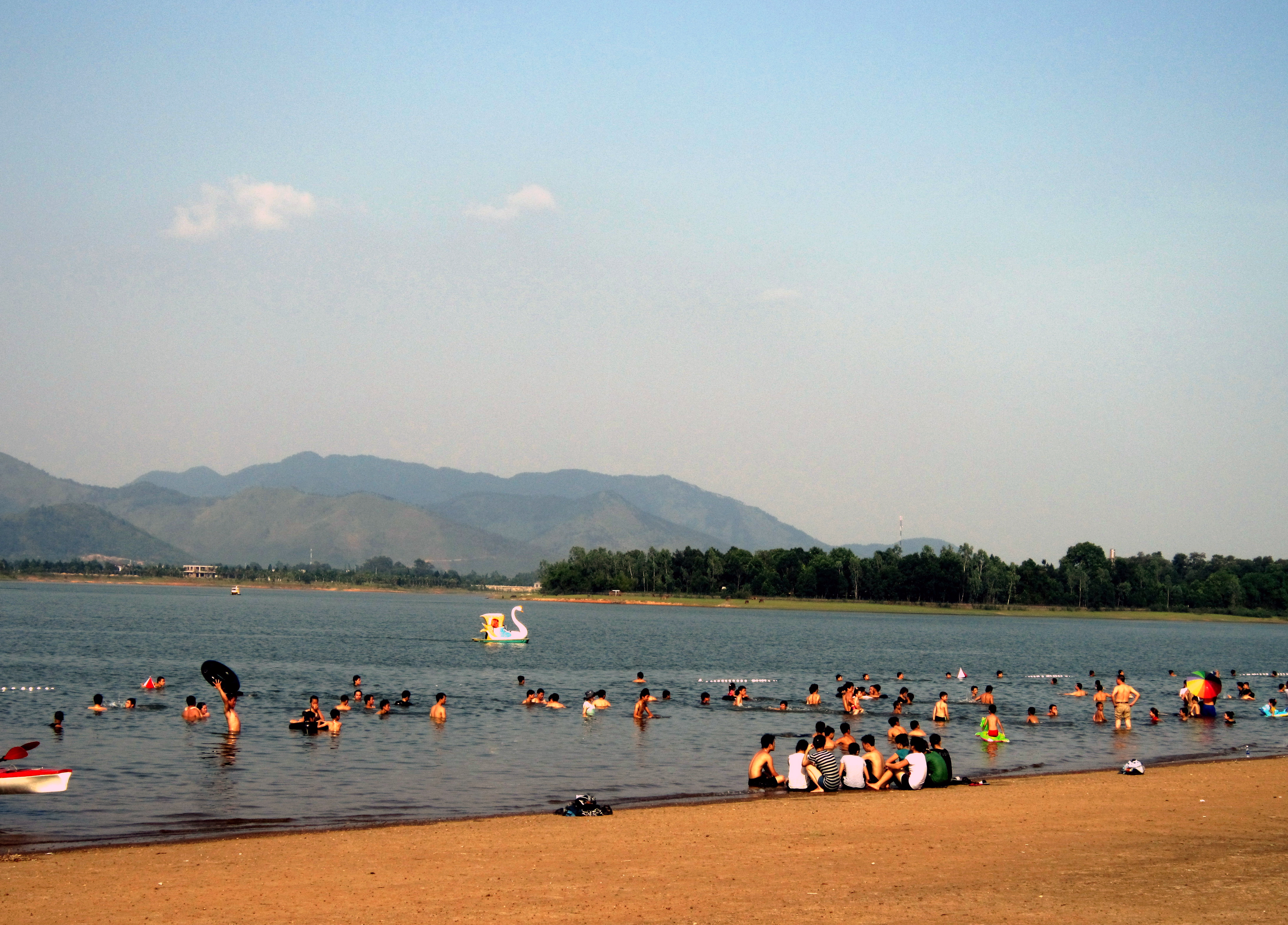
Một bãi tắm tại hồ Đại Lải.
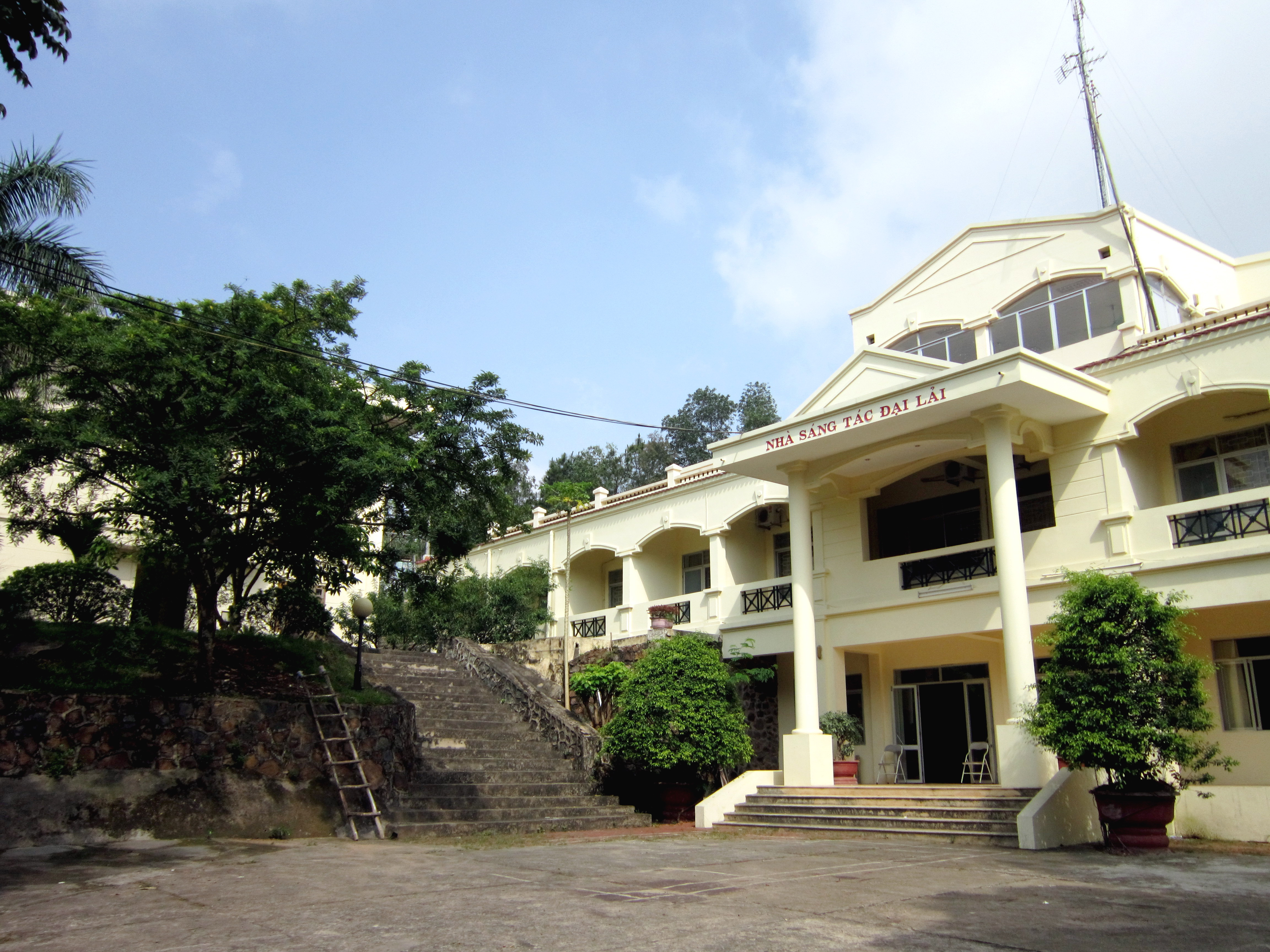
Nhà sáng tác Đại Lải.